# Liste der Bürgermeister von Albrandswaard
Dieses ist die Liste der Bürgermeister der Gemeinde Albrandswaard in der niederländischen Provinz Südholland.
| Bürgermeister                                                   | Bürgermeister                        | Partei | Partei | Amtszeit    | Anmerkungen                             |
| --------------------------------------------------------------- | ------------------------------------ | ------ | ------ | ----------- | --------------------------------------- |
|                                                                 | W. Vermaat Johanneszoon              |        |        | 18?? – 1841 |                                         |
|                                                                 | P. C. Kluit                          |        |        | 1841–1842   | zugleich Bürgermeister von Poortugaal   |
| zwischen 1842 und 1985 bestand die Gemeinde Albrandswaard nicht |                                      |        |        |             |                                         |
|                                                                 | J. E. Temminck                       |        | VVD    | 1985–1993   | zuvor seit 1976 Bürgermeister von Rhoon |
|                                                                 | Anja Latenstein van Voorst-Woldringh |        | VVD    | 1993–2005   |                                         |
| Harald Bergmann                                                 | Harald Bergmann                      |        | VVD    | 2005–2012   |                                         |
|                                                                 | Ger van de Velde-de Wilde            |        | VVD    | 2012–2013   | kommissarisch                           |
| Hans Wagner                                                     | Hans-Christoph Wagner                |        | PvdA   | 2013–2019   |                                         |
|                                                                 | Jolanda de Witte                     |        | D66    | 2019–2025   |                                         |
|                                                                 | Cees Pille                           |        | VVD    | seit 2025   | [ 1 ]                                   |